# Yılmaz Gündüz
Yılmaz Gündüz (Tarso, 2 gennaio 1929 – 1997) è stato un cestista, attore, regista, sceneggiatore e produttore cinematografico turco.

## Carriera

### Pallacanestro
Giocatore del Galatasaray, ha disputato 2 incontri alle Olimpiadi del 1952. Con la Turchia ha inoltre preso parte agli Europei 1951 (6º posto) e agli Europei 1957 (9º posto).

### Cinema
Dopo il ritiro dall'attività cestistica, Gündüz si è dedicato al cinema. È stato regista di quattro film, nonché attore, sceneggiatore e produttore negli anni sessanta e settanta.